# Jimmy Coup
Jimmy Coup, de son vrai nom James Mecherle, est un chanteur et guitariste américain né au New Jersey, membre du groupe anglais The Coup de Grace et guitariste du groupe d'Andrew W.K. de 2001 à 2003.